# Kristian Johansson
Kristian Johansson   (Asker, 25 de desembre de 1907 - Oslo, 9 de març de 1984) va ser un saltador amb esquís noruec que va competir durant les dècades de 1920 i 1930. En el seu palmarès destaquen dues medalles als campionats mundials d'esquí nòrdic, de plata el 1929 i d'or el 1934.